# Alles für Deutschland

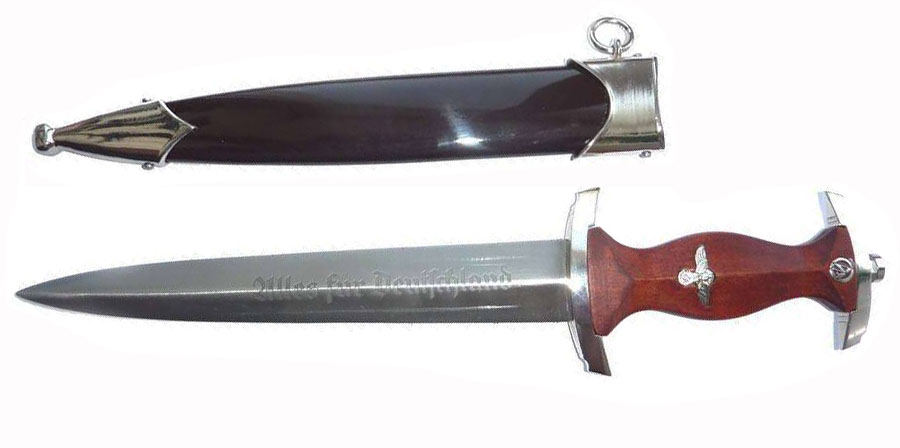
Dolch der SA mit der Gravur „Alles für Deutschland“

„Alles für Deutschland“ ist eine Losung, die während der Zeit des Nationalsozialismus von der Sturmabteilung (SA), der paramilitärischen Kampforganisation der NSDAP, verwendet wurde. Heute ist es nach dem Recht Deutschlands insbesondere strafbar, die Losung zu verbreiten oder öffentlich oder in einer Versammlung zu verwenden, da sie als Kennzeichen verfassungswidriger Organisationen gilt.

## Verwendung

### Bis zur NS-Herrschaft
In seiner Königlichen Proklamation vom 6. März 1848 schloss König Ludwig I. von Bayern mit den Worten: „Alles für Mein Volk! Alles für Teutschland!“
In den 1930er Jahren finden sich Beispiele der Verwendung dieser Losung von Vertretern der SPD, der DNVP und der katholisch geprägten Zentrumspartei. Karl Höltermann, Sozialdemokrat und geschäftsführender Bundesvorsitzender des Reichsbanners Schwarz-Rot-Gold, formulierte in einem Aufruf von 1932 unter anderem: „Wir wollen nichts für uns – alles für Deutschland!“ Er bezog sich dabei auf einen Brief des ersten Bundesvorsitzenden des Reichsbanners, Otto Hörsing, der von Höltermann am 26. Dezember 1931 in der Reichsbanner-Zeitung unter der Überschrift „Nichts für uns - alles für Deutschland!“ veröffentlicht worden war und in dem Hörsing unter anderem schrieb: „Es bleibt bei unsrer alten Parole: Nichts für uns - alles für Deutschland!“ sowie „Wir wollen nichts für uns - alles für Deutschland!“

### In der NS-Zeit
Die Nationalsozialisten machten sich den Wahlspruch zu eigen; er wurde zur Losung der SA und war in die Klingen der SA-Dienstdolche eingraviert.
Der Historiker und Leiter der Stiftung Gedenkstätten Buchenwald und Mittelbau-Dora, Jens-Christian Wagner, weist darauf hin, dass die Losung „seit den 1920er-Jahren während der gesamten Zeit des Nationalsozialismus“ von der SA als Leitspruch verwendet wurde, im Nationalsozialismus überall zu sehen war und „zum Standardrepertoire der NS-Propaganda“ gehörte.
Die Verwendung, beispielsweise in Reden und bei Veranstaltungen, ist nachgewiesen unter anderem für Nazigrößen wie Adolf Hitler, Wilhelm Keitel, Rudolf Heß, Wilhelm Gustloff, SA-Führer Ernst Röhm, und nachgeordnete NS-Funktionäre wie Reichstatthalter Alfred Meyer, Johannes von Reibnitz, NSDAP-Abgeordneter im preußischen Landtag oder Philipp Baetzner, Reichstagsabgeordneter der NSDAP.
Die Hitlerjugend verwendete den Spruch in einer leicht abgewandelten Form.
Dokumentiert ist die Verwendung in dieser Zeit auch in verschiedenen Bereichen der Gesellschaft außerhalb von Staatsapparat und Partei, beispielsweise bei der Feuerwehr, in Schulbüchern, der evangelischen Kirche Aalen, und in Zigarettenalben.

### Nachkriegszeit

#### SED und BdD
In der Sowjetischen Besatzungszone wurde die Parole von der Sozialistischen Einheitspartei Deutschlands benutzt. Wilhelm Pieck und Otto Grotewohl schrieben am 24. April 1946 in einem Geleitwort für die neugegründete Zeitung ihrer Partei Neues Deutschland: „Alles für Deutschland, alles für das neue Deutschland ist die Leitfahne unseres neuen Zentralorgans“.
Der Bund der Deutschen, Partei für Einheit, Frieden und Freiheit (BdD) verwendete auf einem Plakat für die Bundestagswahl 1957 den Text „Nichts für Atomrüstung und NATO – Alles für Deutschland durch den Frieden – Bund der Deutschen – Partei für Einheit Frieden Freiheit“.

#### Deutsche Reichspartei
Die rechtsextreme Deutsche Reichspartei nutzte die Losung seit ihrer Gründung 1950, oft mit Zusatz: „Jedem das Seine – Alles für Deutschland!“

#### NPD und Neonazis
Laut dem Soziologen Andreas Kemper wurde der „fanatische Totalitarismus des ‚Nichts für uns – alles für Deutschland!‘“ von Neonazis und NPD-Funktionären weiterverwendet, so unter anderem von Michael Kühnen, dem Mitbegründer der Aktionsfront Nationaler Sozialisten/Nationale Aktivisten, dem amerikanischen Neonazi Gary Lauck und von Jürgen Gansel (NPD), Chefredakteur der Deutschen Stimme und Bundesgeschäftsführer des Nationaldemokratischen Hochschulbundes. Auch von einem Mitglied der Berliner Alternative Süd-Ost, Aktivisten der Freiheitlichen Deutschen Arbeiterpartei Skinheads und Rechtsrockern wurde die Parole verwendet. Die seit 2005 verbotenen Gruppe Kameradschaft Tor Berlin nutzte die Parole in Kombination mit der Abbildung einer Maschinenpistole auf ihrer Homepage. Das Oberlandesgericht Hamm verurteilte den Neonazi Sascha Krolzig 2006 wegen Verwendung von Kennzeichen verfassungswidriger Organisationen, da allgemein bekannt sei, dass es sich „um die Losung der SA […] handelt“.

#### AfD
Im Bundestagswahlkampf 2017 ließ Ulrich Oehme, Kandidat und späterer Bundestagsabgeordneter der Alternative für Deutschland (AfD), Plakate mit der Losung aufhängen. Das Strafverfahren gegen ihn wurde eingestellt, weil ihm nach Ansicht der Staatsanwaltschaft Halle kein Vorsatz nachzuweisen gewesen sei, „zumal es sich um keine allgemein bekannte Parole nationalsozialistischer Organisationen handelt und sich auch aus dem Wortlaut kein Bezug zum NS-Regime ergibt“.
Kay-Uwe Ziegler, stellvertretender Landesvorsitzender der AfD in Sachsen-Anhalt, beendete eine Rede 2020 mit der Parole. Er gab später an, er „habe den historischen Hintergrund des Zitats nicht gekannt“.
Der Thüringer AfD-Vorsitzende Björn Höcke wählte bei einem Wahlkampfauftritt 2021 für seine Rede den Schlusssatz: „Alles für unsere Heimat, alles für Sachsen-Anhalt, alles für Deutschland!“ Daraufhin erstattete der Grünen-Landtagsabgeordnete Sebastian Striegel Anzeige. Gegen die Verurteilung durch das Landgericht Halle im Jahr 2024 (Verwenden von Kennzeichen verfassungswidriger und terroristischer Organisationen, § 86a StGB) legte Höcke Revision ein; der Fall geht an den Bundesgerichtshof. Noch während das Verfahren lief, sprach Höcke auf einer Veranstaltung in Gera 2023 als Redner den ersten Teil der SA-Losung  selbst aus und forderte das Publikum auf, „…Deutschland“ zu rufen. Das Landgericht Halle verurteilte Höcke deswegen erneut zu einer Geldstrafe. Auch gegen dieses Urteil legte Höcke Revision ein. Die Expertin für Rechtsextremismus Kira Ayyadi sieht Höckes Vorgehen eingebettet in das „perfide Kommunikationsprinzip“ der „kalkulierten Mehrdeutigkeit“ in großen Teilen der AfD, um „die Grenzen des Sagbaren auszuloten und auszuweiten.“ Diese Hundepfeifen-Politik, auch „Dog Whistling“ genannt, sei für Gruppen eine nützliche Strategie, die extreme Ideologien vertreten, sich aber als harmlos präsentieren wollten.
Im Juli 2024 skandierten AfD-Mitglieder bei einer Kundgebung im sächsischen Freiberg die SA-Parole.
Auf dem AfD-Parteitag in Riesa am 12. Januar 2025 skandierten die Delegierten nach der Wahl von Alice Weidel zur Kanzlerkandidatin das ähnlich klingende „Alice für Deutschland“.

## Strafbarkeit
Nach dem Recht Deutschlands ist es nach dem Straftatbestand Verwenden von Kennzeichen verfassungswidriger und terroristischer Organisationen (§ 86a StGB) grundsätzlich verboten, Kennzeichen von bestimmten Organisationen zu verbreiten sowie öffentlich, in einer Versammlung oder in einem vom Täter verbreiteten Inhalt zu verwenden; zudem sind auch bestimmte Vorbereitungshandlungen mit Strafe bedroht. Schwerpunkt der Anwendung des § 86a StGB sind Kennzeichen ehemaliger nationalsozialistischer Organisationen (§ 86a StGB in Verbindung mit § 86 Abs. 1 Nr. 4 StGB). Kennzeichen sind dabei nach dem Gesetzeswortlaut insbesondere auch Parolen.
Auch die Parole „Alles für Deutschland“ wird als solches Kennzeichen angesehen, da es sich hierbei um die Losung der SA handelte. Daher entschied das Oberlandesgericht Hamm am 1. Februar 2006, dass die Nutzung dieser Parole bei einer Veranstaltung einen strafbaren Verstoß gegen § 86a StGB darstelle. Entsprechend entschied am 14. Mai 2024 erstinstanzlich das Landgericht Halle. Auch gemäß der deutschen strafrechtlichen Literatur und beispielsweise der Brandenburgischen Landeszentrale für politische Bildung ist die Losung ein Kennzeichen im Sinne des Straftatbestandes. In einer Publikation der Wissenschaftlichen Dienste des Deutschen Bundestages heißt es hierzu: „Strafbar ist auch das Verwenden der Sentenz ‚Alles für Deutschland‘ im Rahmen einer Rede auf einer Versammlung, da es sich hierbei um die Losung der SA handelte.“
Würde man das Eingreifen von § 86a StGB ablehnen, könnte nach dem Verfassungsschutz Nordrhein-Westfalen auch eine Strafbarkeit wegen Volksverhetzung gemäß § 130 Abs. 4 StGB in Betracht kommen.